# Научно-исследовательский институт приборостроения
Научно-исследовательский институт приборостроения имени В. В. Тихомирова (НИИП имени В. В. Тихомирова) — российская научно-исследовательская и конструкторская организация, занимающаяся созданием систем управления вооружением для самолётов-истребителей и мобильных зенитных ракетных комплексов средней дальности ПВО Сухопутных войск. Расположен в городе Жуковский Московской области.

## История

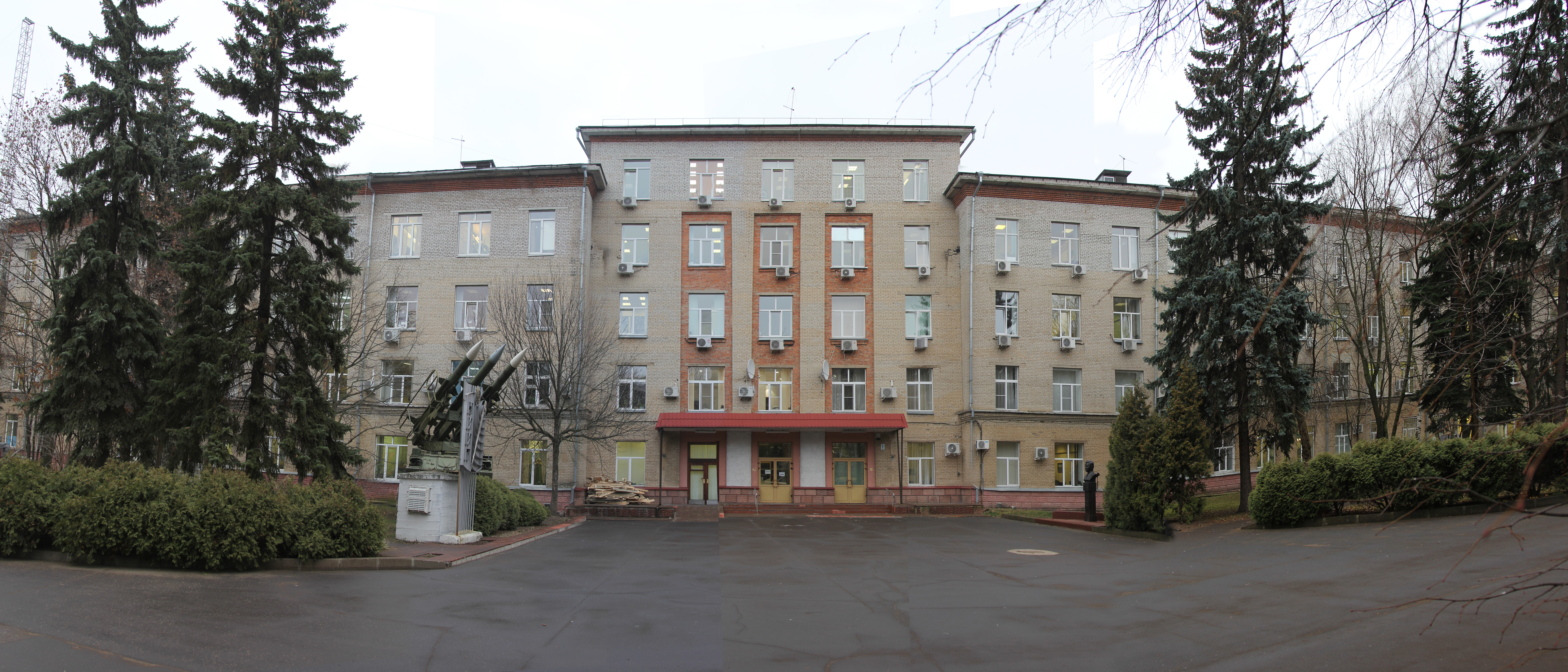
Фасад главного корпуса НИИП (на фото справа от входа бюст памяти В. В. Тихомирова)

К 1955 году объём работ по бортовым РЛС, которые вёл НИИ-17, возрос настолько, что возникла необходимость выделения филиала. Приказом Министерства авиационной промышленности № 45 от 24 января 1955 года такой филиал был создан. В марте 1955 года группа из 379 специалистов НИИ-17 разместилась в корпусе № 15 Лётно-исследовательского института в Жуковском. Руководителем филиала назначен В. С. Бриль.
В феврале 1956 года филиал НИИ-17 преобразован в самостоятельное предприятие — Особое конструкторское бюро № 15 (ОКБ-15) в составе Министерства радиотехнической промышленности. Генеральным конструктором назначен В. В. Тихомиров, создавший в годы войны первую отечественную серийную БРЛС «Гнейс-2». Приняты на вооружение БРЛС серии «Изумруд» для истребителей МиГ-15, МиГ-17 и МиГ-19. БРЛС «Изумруд-2М» обнаруживала воздушные цели с ЭПР 10 м² на дальности 10 км. За работы по теме «Изумруд» 34 специалиста предприятия получили государственные награды. Миниатюризация электроники позволила создать системы нового поколения — БРЛС наведения «Алмаз», «Ураган» и БРЛС обнаружения «Топаз». БРЛС «Ураган-5Б», испытанная на экспериментальном перехватчике Е-150, по своим характеристикам не уступала лучшим зарубежным аналогам: она обеспечивала дальность обнаружения по бомбардировщику более 30 км и устойчивое сопровождение с 20 км.
В конце 1950-х годов правительство приняло решение о преимущественном развитии ракетного оружия — МБР и ЗРК наземного базирования. Авиация была отодвинута на второй план. В 1958 году специалисты по авиационной тематике были переведены на завод № 339 и образовали НИИ-339 (с 1971 года — НИИР). Коллектив ОКБ-15 переориентировался на тематику ЗРК и начал работы по комплексам семейств «Куб», «Бук». В 1959 году директором ОКБ назначен В. В. Тихомиров. В 1962 году ОКБ-15 переименовано в «Конструкторское бюро радиостроения» (КБР).
В 1968 году работы по авиационной тематике были возобновлены, предприятию была поручена разработка БРЛС «Заслон» с фазированной антенной решёткой. Она была принята на вооружение в составе самолёта МиГ-31 в 1981 году.
В 1969 году сложилась критическая ситуация по созданию БРЛС «Сапфир-23», разрабатываемой НИИ-339 и предназначенной для новейших многоцелевых истребителей МиГ-23. Приказом Министерства радиопромышленности СССР от 22 декабря 1969 года образовано НПО «Фазотрон», объединившее КБ радиостроения и НИИ-339. Генеральным директором объединения назначен директор КБР Ю. Н. Фигуровский. Коллектив КБР с 1970 года стал именоваться «Конструкторское бюро приборостроения» (КБП). В 1974 году БРЛС «Сапфир-23» в составе самолёта МиГ-23 была принята на вооружение.
С конца 1960-х годов на предприятии велась разработка радиолокационных головок самонаведения (РГС) для ракет класса «воздух-воздух» Р-33, К-37. В 1980-х годах начаты работы по активным РГС для К-27 и К-77. В 1986 году подразделения КБП и НИИР, специализировавшиеся на разработке РГС, были выделены и образовали МНИИ «Агат».
С 1987 года предприятие называется «Научно-исследовательский институт приборостроения» (НИИП). В 1994 году институту присвоено имя его основателя — В. В. Тихомирова.
Указом Президента России № 412 от 23 апреля 2002 года предприятие преобразовано в открытое акционерное общество. Контрольный пакет акций АО «НИИП имени В. В. Тихомирова» (57 %) принадлежит Концерну ВКО «Алмаз-Антей» (генеральный директор — Я. В. Новиков, с 03.2014), остальные (43 %) — Концерну «Радиоэлектронные технологии» (КРЭТ), единственным акционером которого является ГК «Ростех»

## Основные направления исследований

### Продукция военного назначения
- Системы управления вооружением истребителей МиГ-31, Су-27, Су-33, Су-30МКК, Су-30МК2, Су-30МКИ, Су-27СМ, Су-35, Су-57 и их модификаций.
- Мобильные зенитные ракетные комплексы средней дальности ПВО Сухопутных войск серий «Куб» («Квадрат») и «Бук» («Бук-М1», «Бук-М1-2», «Бук-М2», «Бук-М3»).

### Продукция гражданского назначения
- Гидролокаторы серии «Неман»[7] для морских изысканий, поисковых работ на акваториях. В 2017 году гидролокаторы серии «Неман» приняты на снабжение ВМФ.
- Системы автоматизированного управления (САУ), технической диагностики и безопасности движения вагонов метро моделей 81-720 и 81-720.1 «Яуза», 81-740 «Русич» и модификации, 81-760, 81-765 «Москва», 81-775 «Дейна» (Москва-2020), 81-722, 81-725, а также модернизированные вагоны 717й модели для метрополитенов Будапешта и Софии. Всего известны две основе серии САУ для вагонов метро — «Витязь» (более не выпускается), и «Скиф» актуален на всех типах новых вагонов начиная с 81-765.
- Комплексные системы управления и диагностики (КСУиД) на базе унифицированного пульта управления (УПУ) (соразработчик и серийный производитель АО «ЭЛАРА») для электропоездов постоянного и переменного тока серии ЭД4, ЭД9, ЭП2Д, ЭП3Д компании РЖД.

## Санкции
В сентябре 2014 года, из-за войны на Донбассе, организация была внесена в санкционный список Канады, также организация была включена в санкционный список США.
18 декабря 2023 года, из-за российского вторжения на Украину, институт попал под санкции стран Евросоюза так как разработанный институтом "ЗРК средней дальности 9К317М «Бук-М3» используется в агрессивной войне России против Украины.

## Директора и руководители
- 1955—1959: В. С. Бриль
- 1959—1962: В. В. Тихомиров
- 1962—1969: Ю. Н. Фигуровский
- 1969—1973: С. А. Печерин
- 1973—1978: В. К. Гришин
- 1978—1998: В. В. Матяшев
- 1998—2020: Ю. И. Белый
- c 2020: Н. Б. Медуницин[12]

## Сотрудники, отмеченные наградами
- Герои Социалистического Труда: В. К. Гришин, А. А. Растов, Ю. Н. Фигуровский.
- Орден Ленина: И. Г. Акопян, Ф. И. Бондаренко, В. К. Гришин (дважды), В. В. Матяшев, С. А. Печерин, Е. А. Пигин, А. А. Растов, В. В. Тихомиров (дважды), Ю. Н. Фигуровский
- Орден Октябрьской Революции: И. Г. Акопян, Т. О. Бекирбаев, В. К. Гришин, А. Г. Грязнов, Ю. И. Козлов, Ю. А. Кораблев, В. А. Крицын, А. И. Ломакин, В. В. Матяшев, Г. П. Медведев, П. Н. Осипов, Н. Н. Пастухов, Е. А. Пигин, А. А. Растов, В. Д. Чернов, А. П. Яковлев
- Лауреаты Ленинской премии: И. Г. Акопян, В. К. Гришин, В. В. Матяшев, А. А. Растов, Ю. Н. Фигуровский
- Лауреаты Государственной премий СССР и РФ: И. Г. Акопян, Л. Г. Башкиров, Г. Н. Валаев, В. К. Гришин, Б. Н. Ермаков, В. А. Капустин, Н. Л. Клеев, Ю. И. Козлов, В. И. Луневский, В. В. Матяшев, Н. Г. Поспелов, А. А. Растов, Н. Б. Медуницин, Б. И. Сапсович, М. Ф. Смоляк, С. В. Солнцев, А. И. Федотченко (дважды), В. В. Тихомиров (трижды), Ю. Н. Фигуровский
- Лауреаты премии Правительства РФ: Т. О. Бекирбаев, В. В. Васючков, Л. Г. Волошин, Г. В. Кауфман, В. В. Клещев,Г. П. Медведев, Е. А. Пигин (дважды), В. И. Сокиран, С. В. Федоров.[2][5][13]